# Appalousa
Pour l’article ayant un titre homophone, voir Appaloosa.
Les Appalousa était une tribu amérindienne qui vivait dans la région de Opelousas, en Louisiane. Le terme « Appalousa » signifierait « jambe noire » car d'après les premiers visiteurs européens, notamment un colon français du nom de Michel de Birotte, qui vécut plusieurs années parmi eux, cette tribu ne se peignait pas les jambes, mais celles-ci devenaient sombres par les dépôts minéraux que les Appalousas rapportaient sur la peau de leurs membres inférieurs lors des parties de pêche dans les marais environnants dont les eaux étaient chargées en minéraux.